# Província da Pensilvânia
```
   |-
       |
Erro:
:  
valor não especificado para "
nome_comum
"
```

A Província da Pensilvânia foi uma das Colônias Centrais do Império Britânico, foi fundada por William Penn em 4 de março de 1682, como especificado em uma Carta Régia concedida pelo rei Carlos II. O nome Pensilvânia, que pode ser traduzido grosseiramente como "Penn's Woods", foi criado combinando o sobrenome Penn (em homenagem ao pai de William, almirante Sir William Penn) com a palavra latina sylvania, que significa "floresta". A Província da Pensilvânia era uma das duas principais colônias de restauração, sendo a outra a Província da Carolina. 
A concessão de colônia proprietária permaneceu nas mãos da família Penn até a Revolução Americana, quando a Comunidade da Pensilvânia foi criada e se tornou um dos treze estados originais. "Os condados mais ao Sul, em Delaware", formaram uma colônia separada dentro da província, se separariam durante a Revolução Americana como o "Estado de Delaware" e também seriam um dos treze estados originais.

## Histórico
O governo colonial, estabelecido em 1682 pelo Quadro de Governo de Penn, consistia em um governador nomeado, o proprietário (William Penn), um Conselho Provincial de 72 membros e uma Assembléia Geral maior. A Assembléia Geral, também conhecida como Assembleia Provincial da Pensilvânia, era o maior e mais representativo ramo do governo, mas tinha pouco poder.
Os Quadros de Governo que sucederam foram reorganizados em 1683, 1696 e 1701. O quarto Quadro também era conhecido como Carta de Privilégios e permaneceu em vigor até a Revolução Americana. Naquela época, a Assembléia Provincial era considerada moderada demais pelos revolucionários, que ignoraram a Assembléia e realizaram uma convenção que produziu a Constituição de 1776 para a recém-criada comunidade, criando uma nova Assembléia Geral no processo.
Penn, apesar de ter recebido do rei a concessão de terras, empreendeu um esforço para comprar as terras dos nativos americanos. Grande parte das terras próximas à atual Filadélfia era de propriedade dos índios Delaware (Lenni Lenape), que esperavam um pagamento em troca de uma renúncia para que deixassem o território. Penn e seus representantes (Proprietários) negociaram uma série de tratados com o Delaware e outras tribos que tinham interesse na terra em sua concessão real.
Os tratados iniciais foram conduzidos entre 1682 e 1684 para glebas de terra, entre Nova Jérsei e as ex-colônias suecas / holandesas no atual Delaware. A província foi assim dividida primeiro em três municípios, mais os três "municípios inferiores na Baía de Delaware". O Condado de Bucks, mais a Leste, o Condado de Filadélfia ao centro e o Condado de Chester, mais a Oeste.